# Robert Rivas
Robert Rivas OP (ur. 7 czerwca 1946 w Arima) – trynidadzki duchowny katolicki, arcybiskup Castries w latach 2008–2022.

## Życiorys
Święcenia kapłańskie otrzymał 17 czerwca 1971.
23 października 1989 został mianowany biskupem diecezji Kingstown na Saint Vincent i Grenadynach. Sakry biskupiej udzielił mu 22 stycznia 1990 ówczesny nuncjusz apostolski na Karaibach – arcybiskup Manuel Monteiro de Castro.
19 lipca 2007 papież Benedykt XVI mianował go arcybiskupem koadiutorem Castries. Rządy w archidiecezji objął 15 lutego 2008 po przejściu na emeryturę poprzednika – arcybiskupa Kelvina Felixa.
11 lutego 2022 papież Franciszek przyjął jego rezygnację z pełnionej funkcji.